# Everöd
Ne doit pas être confondu avec Everode.
Everöd est un village situé dans la municipalité de Kristianstad dans le Comté de Scanie en Suède.
Sa population était de 885 habitants en 2010 et 914 en 2017.
On y trouve une église datant du 12e siècle.
L'aéroport de Kristianstad se trouve à proximité du village.

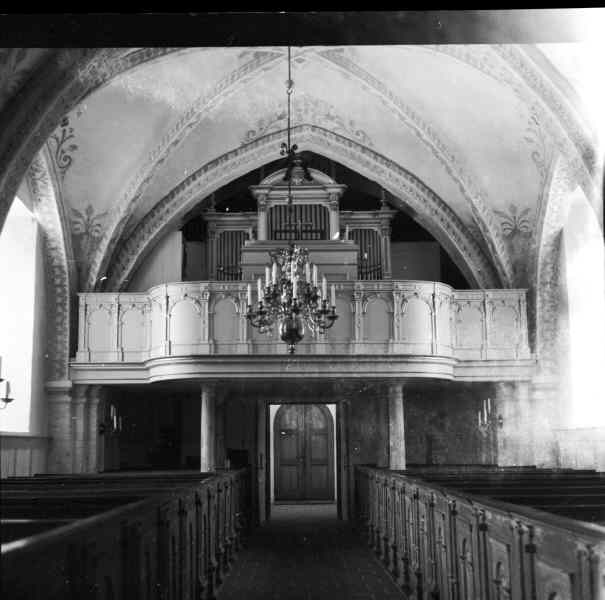
Intérieur de l'église d'Everöd